# Флёрбей, Марк
Марк Флербей (фр. Marc Fleurbaey; род. 1961, Приморская Сена) — французский экономист, специализирующийся на экономике благосостояния и нормативной экономике. Исследователь и преподаватель с 1994 года во Франции, Великобритании и США 2011 года он профессор Роберта Куэнна по экономике и связям с общественностью в Принстонском университете. Он также занимал кафедру экономики благосостояния в Колледже мировых исследований. Он был директором Национального института статистики и экономических исследований с 1986 по 1994 год.
Он является одним из самых известных нынешних представителей экономики благосостояния. В качестве основного вклада Fleurbaey разработал область исследования, основанную на понятии ответственности в экономике, под названием «экономика ответственности». Он наиболее известен своими новаторскими работами в области экономики благосостояния, экономической справедливости, социального неравенства, социального прогресса и социального выбора. Его вклад в философию также важен, особенно в области нормативной этики, политической философии и экономической философии.

## Биография

### Обучение
Марк Флербей окончил ENSAE ParisTech (1986), магистр философии в университете Париж-Нантер (1991) и доктор экономических наук в Высшей школе социальных наук (1994). ,

### Карьера
Марк Флёрбей с 2011 года является профессором экономики и общественных отношений Роберта Э. Куэнна в Архивная копия от 12 апреля 2019 на Wayback Machine Школе общественных и международных отношений Вудро Вильсона при Принстонском университете. Он также является научным сотрудником Университетского центра человеческих ценностей, Центра здравоохранения и социального обеспечения, Центра экономической теории Уильяма С. Дитриха II и Института окружающей среды Принстона.
Ранее он был директором INSEE, профессором экономики в Университете Сержи — Понтуаз, Университете Пау, Университете Париж — Декарт, директором по исследованиям CNRS и с 2011 года.
Он был приглашенным профессором в Университете Калифорнии в Дэвисе (сентябрь 1991 г. — июль 1992 г.), Университет Оснабрюка (апрель 1993 г.), в CORE Католического университета Лувен-ла-Нев, октябрь 1993 г., февраль. 2006 г., май 2008 г., 2009 г., 2010 г., 2011 г.), Университет Аликанте (май 1996 г.), Висконсинский университет Хейвенс-Центр (март 1998 г.), Университет Хитоцубаси (январь 1999 г., 2000 г.). Март 2006 г., январь 2008 г., сентябрь 2009 г.), в Норвежской школе экономики (май 2001 г.), в ZiF Университета Билефельда (ноябрь 2001 г.), в университете Монреаля (апрель 2002 г.), в колледже Наффилд, Оксфордский университет (с октября 2004 года по июнь 2005 года). Он также был научным сотрудником Лахманн (2006—2008) и приглашенным профессором (2009—2010) в Лондонской школе экономики.
Марк Флёрбей был главным редактором журнала «Экономика и философия» и в настоящее время главным редактором журнала «Социальный выбор и благосостояние», двух ведущих журналов по экономике благосостояния и политической философии.

## Обязательства в общественных дебатах
Марк Флёрбей — исследователь, занимающийся общественной жизнью. Его обязательства были выполнены в его роли в качестве советников Всемирного банка, Организации Объединённых Наций и ОЭСР, благодаря его вкладу в ряд национальных и международных комиссий и докладов и его регулярное освещение в СМИ социальных проблем, связанных с благосостоянием, социальным прогрессом, государственной политикой и изменением климата.

### Отчеты и комиссии

#### Международная группа по социальному прогрессу (IPSP)
Fleurbaey был одним из руководителей Международной группы по социальному прогрессу (IPSP), в которой приняли участие более 300 исследователей в области экономики и социальных наук. IPSP предлагает нам переосмыслить общество в XXI веке и предлагает новое видение социального прогресса в глобализированном и взаимосвязанном мире. Результатом работы Группы стало две публикации : отчет IPSP и манифест, оба построены в междисциплинарной перспективе. Среди его многочисленных общественных заданий он был членом комиссии Стиглица по измерению экономических показателей и социального прогресса, назначенной президентом Французской Республики. Он также был координатором Пятого оценочного доклада (2014 г.) Межправительственной группы экспертов по изменению климата (МГЭИК). Недавно он возглавлял Международную группу по социальному прогрессу (IPSP), в которой приняли участие более 300 исследователей в области экономики и социальных наук. Среди членов спонсорского комитета несколько Нобелей экономики, в том числе Амартья Сен, Кеннет Эрроу и Джеймс Хекман. Энтони Аткинсон, экономист, специализирующийся на неравенстве и профессор экономики в Оксфорде, Мануэль Кастельс, социолог и лауреат премии Хольберга, Эдгар Морин, социолог и философ, и Майкл Портер, экономист и профессор стратегии в Гарварде.

#### Комиссия Стиглица—Сена—Фитусси
Флербей был членом комиссии Стиглица—Сена—Фитусси по измерению экономических показателей и социального прогресса. Официально она называется «Комиссия по измерению экономических показателей и социального прогресса». Целью этой Комиссии является разработка «размышлений о способах ухода от слишком количественного подхода, а также учета измерения нашей коллективной работы» и разработки новых показателей благосостояния. Мы можем суммировать основные рекомендации отчета комиссии вслед за экономистами Дидье Бланше, г-ном Клерком, г-ном Гайни : 
Комиссия в своей работе, прежде всего, руководствовалась многогранным характером благосостояния. Она не предложила всеобъемлющую информационную панель, но ее отчет можно прочитать как набросок основных линий, которым необходимо следовать при создании такой информационной панели. В этом файле представлены основные уроки, которые можно извлечь из сравнения Франции и нескольких стран с одинаковым уровнем развития в соответствии с критериями, принятыми комиссией Стиглица. Использование альтернативных показателей уровня жизни приводит к некоторым реклассификациям между странами, но не ставит под сомнение очевидный прогресс Соединенных Штатов. Напротив, показатели условий жизни показывают гораздо большие контрасты в области здравоохранения, образования, риска безработицы и бедности или безопасности. Вклад разных стран в проблему устойчивости климата варьируется от одного до трех раз. Что касается экономической устойчивости, то показатель, предложенный комиссией, предполагает, что он остается тенденциозным, но с относительно слабым запасом прочности в некоторых странах. 

### Публикации в СМИ
Fleurbaey регулярно публикуется в различных национальных и международных СМИ, на французском и английском языках, таких как французское издание Huffington Post, американское издание Huffington Post, Le Monde, Libération ,, Жизнь идей, La Croix, Project Syndicate, Французское издание The Conversation, Американское издание The Conversation, Американский проспект, в блоге американского Центра LSE по американской политике и политике и в блоге Всемирного экономического форума. Он также дал интервью Nonfiction.fr, El Periódico de Catalunya, Республика Пиренеи. Его работы также регулярно цитируются в средствах массовой информации, например, недавно в Libération о IPSP.

## Награды и отличия
- 2016: доктор honoris causa из Католического университета в Лувене[28]
- 2014: премия экономического обзора[29]

### Главные книги
Марк Fleurbaey является автором нескольких справочных работ:
- Marc Fleurbaey и др., Манифест социального прогресса, La Découverte, 2018;  ISBN 2348041758
- Марк Флёрбей, Мэтью Адлер, Оксфордский справочник по благосостоянию и государственной политике , Oxford University Press, 2016;  ISBN 9780199325818
- Марк Флёрбей, Дидье Бланше, « За пределами ВВП: измерение благосостояния и оценка устойчивости», Oxford University Press, 2013;  ISBN 019976719
- Марк Флербей, Франсуа Манике, Равенство возможностей: экономика ответственности, World Scientific Edition, 2012, предисловие лауреата Нобелевской премии Эрика Маскина;  ISBN 9814368873
- Марк Флёрбей, Франсуа Манике, Теория справедливости и социального обеспечения , издательство Кембриджского университета;  ISBN 9780511851971

### Основные статьи
По словам исследователя Google, подборка статей Марка Флёрбаи среди самых последних и самых цитируемых сегодня:
- Adler, M. & Fleurbaey, M. (2018). В погоне за социальным прогрессом. Экономика и философия, 34 (3), 443—449.
- Fleurbaey, M. & Maniquet, F. (2018). Теория оптимального подоходного налогообложения и принципы справедливости. Журнал экономической литературы , 56 (3), 1029-79.
- Fleurbaey, M. (2010). Оценка рискованных социальных ситуаций. Журнал политической экономии, 118 (4), 649—680.
- Fleurbaey, M. (2009). За пределами ВВП: вопрос о мере социального обеспечения. Журнал экономической литературы, 47 (4), 1029-75.
- Fleurbaey, M. & Schokkaert, E. (2009). Несправедливое неравенство в отношении здоровья и здравоохранения. Журнал экономики здравоохранения, 28 (1), 73-90.
- Fleurbaey, M. & Maniquet, F. (2006). Справедливый подоходный налог. Обзор экономических исследований, 73 (1), 55-83.
- Fleurbaey, M. (1995). Равные возможности или равный социальный результат? , Экономика и философия , 11 (1), 25-55.
- Fleurbaey, M. (1995). Равенство и ответственность. Европейский экономический обзор, 39 (3-4), 683—689.

## Детальная работа
Марк Флербей написал более 10 книг и 395 научных статей в международных журналах, согласно Google Scholar Следующий список не является исчерпывающим :

## Публикации о Марке Флёрбае
- Maniquet, François. Les contributions de Marc Fleurbaey à l’économie et à la philosophie (фр.) // Revue économique[англ.] : magazine. — 2017. — Janvier (vol. 68). — doi:10.3917/reco.681.0005.
- Vallentyne, Peter. Théories Économiques de la Justice, Marc Fleurbaey. Economica, 1996, i + 250 pages.Modern Theories of Justice, Serge-Christophe Kolm. MIT Press, 1996, ix + 525 pages (англ.) // Economics & Philosophy[англ.] : journal. — 1998. — January (vol. 14). — doi:10.1017/S0266267100005009.
- Heffetz, Ori. Review of Beyond GDP by Marc Fleurbaey and Didier Blanchet Oxford University Press, Oxford. 2013. xvi+ 306 pp (англ.) // Economica[англ.] : journal. — 2014. — August (vol. 81:324). — P. 788—789. — doi:10.1111/ecca.12070.